# Juan José Castillo Biesa
Juan José Castillo Biesa (Luna, Saragossa, 16 de gener de 1921 - Barcelona, 26 d'octubre de 2001) va ser un periodista esportiu aragonès, i barceloní d'adopció. Fou director de El Mundo Deportivo entre 1976 i 1988.

## Premsa escrita
La primera experiència professional de Juan José Castillo va ser al diari saragossà Amanecer, on ingressà el 1937 com a taquígraf. Poc després de finalitzar la guerra civil espanyola es traslladà a Barcelona, i s'incorporà l'any 1941 a la redacció del rotatiu La Prensa, on va arribar a ser Cap d'Esports entre 1946 i 1964.
El 1964 va ser nomenat redactor en cap d'esports del diari Tele/eXpres i l'any 1964 s'incorporà a El Mundo Deportivo, periòdic on fou director adjunt, i posteriorment l'any 1976 substituí a Ricardo Grau Escoda com a director. Fou director fins al 1988, any de la seva jubilació, en que continuà com a membre del consell de redacció, després de ser substituït per Manuel Tarín Alonso. Entre els seus principals col·laboradors va tenir el periodista Jaume Nolla i Durán, que anys després, el 1991, es convertiria en el seu director.

## Ràdio
Ingressà com a locutor a Radio Nacional de España el 1951, on continuà fins al 1964. En aquesta emissora estatal col·laborà amb professionals com Jorge Arandes o Federico Gallo en el programa Fantasía. Fou col·laborador de RNE fins que una llei de 1983 li va impedir compaginar la premsa escrita amb la ràdio.

## Televisió
Amb l'arribada a de la televisió a Espanya es va incorporar a la plantilla de Televisió espanyola el 1957 i aviat es convertí en un personatge popular en la pantalla degut a la seva presència a diversos programes realitzats als històrics estudis de Miramar a Barcelona.
Especialitzat en informació esportiva, la seva trajectòria s'anà decantant cap esports llavors considerats absolutament minoritaris. En una poca en la que el futbol acaparava a Espanya el monopoli de l'atenció esportiva, Juan José Castillo es dedicà a potenciar la presència en mitjans de comunicació d'esporta alternatius, como el bàsquet, tenis, golf i fins a 32 modalitats.
Com anècdota, es recorda la seva famosa frase "Entró, entró", pronunciada en la retransmissió d'una eliminatòria de la Copa Davis entre Espanya i Austràlia l'any 1967.
Participà, a través de diversos medis, en la retransmissió de tots els Jocs Olímpics celebrats entre 1952 i 1996. Dels seus anys a TVE es recorden també espais com Polideportivo (1974) i Sobre el terreno (1974-1980).

## Premis
Entre els premis rebuts destaquen el Collar de Plata de l'Orde Olímpic i la Medalla de Plata del Mérito al Trabajo.
L'any 1968 va rebre el Premi Antena de Oro, pel seu treball televisiu.